# Kristiane Backer

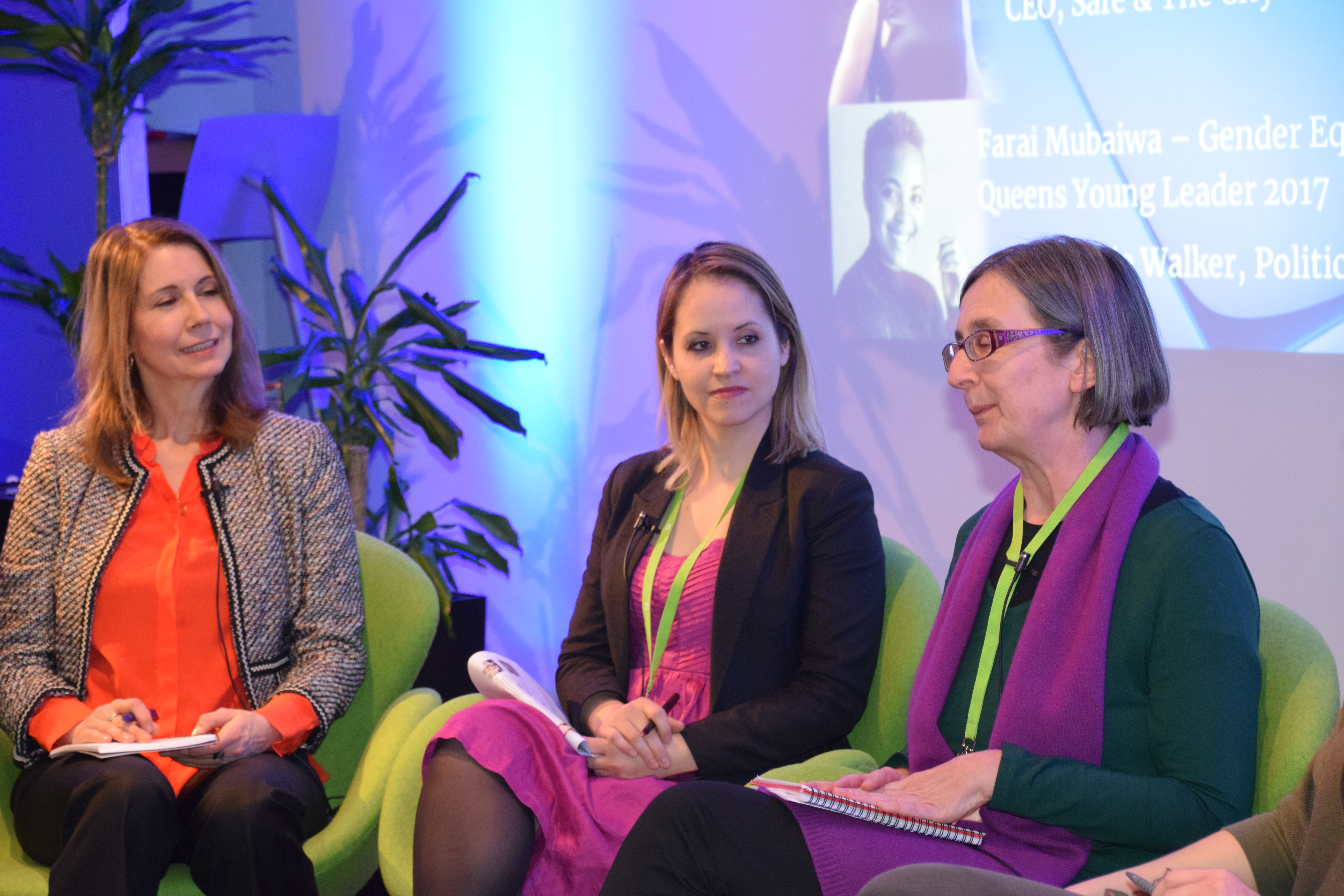
Kristiane Backer (links) mit Jillian Kowalchuk und Helen Pankhurst (2018)

Kristiane Verena Backer (* 13. Dezember 1965 in Hamburg) ist eine deutsche Fernsehmoderatorin, Fernsehjournalistin, Autorin und Kunstberaterin.

## Beruf
Von 1987 bis 1989 volontierte Backer bei dem privaten Radiosender Radio Hamburg. Anschließend arbeitete sie bis 1995 als erste deutsche Moderatorin (Video Jockey) beim damals ausschließlich englischsprachigen TV-Sender MTV Europe. Parallel kreierte und moderierte sie von 1993 bis 1995 die Jugendsendung Bravo TV auf RTL II; einmalig moderierte sie 1993 die ZDF Pop Show. Für ihre Fernseharbeit wurde Backer mit der Goldenen Kamera und zwei Goldenen Ottos ausgezeichnet.
Auf MTV moderierte sie u. a. den Coca-Cola Report, die European Top 20 und Awake on the Wild Side. Von 1996 an präsentierte sie zwei Jahre lang auf NBC Europe die tägliche Kultursendung The Ticket.
1994 sprach sie die deutsche Synchronstimme der Figur Ha-Tschi im Film Asterix in Amerika. Ab dem 12. Mai 2004 gab Backer mittwochs bei Punkt 12 Informationen und Tipps zu den Themen Wellness, Schönheit, Styling, Kochen, Partnerschaft und Naturheilkunde. Nach einer längeren Pause moderierte Backer seit 2009 mehrere Reisesendungen auf Travel Channel (Reise 2009, Reise 2010 und Reise 2011 sowie Die schönsten Motorrad-Touren – Deutschland) und die Sendung Matters of Faith für den internationalen Sender QLAR (ehemals Ebru TV). Außerdem moderiert sie europaweit Geschäftspräsentationen, Konferenzen und Galas.
Sie arbeitete als Homöopathin und ist seit 2012 als Kunstberaterin mit Sitz in London tätig – firmiert unter Baraka Consultants.

## Privatleben
Im Jahr 1989 zog Backer nach London. Von 1992 bis 1995 war sie mehrere Jahre mit dem pakistanischen Cricket-Spieler und späteren Premierminister Imran Khan liiert, eine Beziehung, die vor der Öffentlichkeit geheim gehalten wurde. Die Protestantin konvertierte 1995 zum sunnitischen Islam. Sie trägt kein Kopftuch, setzt sich aber dafür ein, „dass Frauen, die sich bedecken, nicht diskriminiert, sondern respektiert werden“. Über ihre Konversion veröffentlichte sie 2009 das Buch Von MTV nach Mekka: Wie der Islam mein Leben änderte.
Am 14. April 2006 heiratete Backer den marokkanischen Fernsehjournalisten Rachid Jaafar; die Ehe wurde später geschieden.

## Veröffentlichungen
- Von MTV nach Mekka: Wie der Islam mein Leben veränderte, Paul List Verlag 2009, ISBN 978-3-471-30009-1
- Der Islam als Weg des Herzens: Warum ich Muslima bin, Ullstein Verlag 2010, ISBN 978-3-548-74511-4

## Trivia
Die Punk-Band Die Kassierer widmeten Backer auf ihrem Album Der heilige Geist greift an das Instrumental-Lied Die Scheide von Kristiane Backer.